# 연합화차회사
연합화차회사(러시아어: Объединённая вагонная компания, 영어: United Wagon Company)은 러시아 및 세계에서 가장 큰 화물차 제조업체 중 하나이다. 이 회사는 러시아 경제개발부에 전략적으로 중요한 기관 목록에 있다.